# Cher's Golden Greats
Cher's Golden Greats è la prima raccolta della cantante e attrice statunitense Cher, pubblicata nel 1968 dalla Imperial Records e dalla Liberty Records.

## Tracce
Lato A
1. You Better Sit Down Kids – 3:47 (Sonny Bono)
2. Sunny – 3:06 (Bobby Hebb)
3. Come and Stay with Me – 2:40 (Jackie DeShannon)
4. Alfie – 2:50 (Burt Bacharach, Hal David)
5. Take Me for a Little While – 2:40 (Trade Martin)
6. All I Really Want to Do – 2:56 (Bob Dylan)

Lato B
1. Bang Bang (My Baby Shot Me Down) – 2:50 (Sonny Bono)
2. Needles and Pins – 2:35 (Sonny Bono, Jack Nitzsche)
3. Dream Baby – 2:53 (Sonny Bono)
4. Elusive Butterfly – 2:33 (Bob Lind)
5. Where Do You Go – 3:21 (Sonny Bono)
6. Hey Joe – 3:28 (Billy Roberts)

## Classifiche
| Classifica (1968)           | Posizione raggiunta |
| --------------------------- | ------------------- |
| United States Billboard 200 | 195                 |